# Jiholibanonská armáda
Jiholibanonská armáda (arabsky جيش لبنان الجنوبي‎, Džajš Lubnán al-džanúbí, hebrejsky צבא דרום לבנון, צד"ל‎, Cva drom Levanon, Cadal) byla libanonská milice působící během První libanonské války v Libanonu. Po roce 1979 Jiholibanonská armáda operovala pod velením Sa'ada Haddáda a vlády Svobodného Libanonu. Během První libanonské války byla Jiholibanonská armáda podporována Izraelem.

## Historie
V roce 1976, následkem občanské války došlo k rozpadu libanonské armády. Část této armády, pod velením S. Haddada se oddělila od libanonské armády a začala operovat pod názvem Svobodná libanonská armáda. Své základny měla zpočátku ve městech Marjajoun a Qlajaa v jižním Libanonu. Byla tvořena převážně křesťanskými Libanonci a bojovala proti různým vojenským skupinám jako např. OOP či Amal a po První libanonské válce i proti Hizballahu. Přestože Svobodná libanonská armáda nespadala pod velení libanonské armády, byli v letech 1976–1979 její příslušníci placení jako libanonští vojáci vládou.
V důsledku Operace Lítání v roce 1978 získala Svobodná libanonská armáda pod svou kontrolu rozsáhlé oblasti na jihu Libanonu. 18. dubna 1978 Haddád vyhlásil území pod svou kontrolou za „nezávislý svobodný Libanon“. Den nato byl libanonskou vládou označen za zrádce a formálně propuštěn z Libanonské armády. Svobodná libanonská armáda byla přejmenována na Jiholibanonskou armádu (JLA) v květnu 1980. Po Haddadově smrti v roce 1984 se vůdcem JLA stal Antoine Lahad. Velel armádě složené převážně z křesťanů, šíitů a drúzú (důstojnický sbor se ale skládal převážně z křesťanů). Po roce 1980 docházelo k postupnému nárůstu šiítů v JLA.
JLA úzce spolupracovala s Izraelem. Ten ji podporoval především v období, kdy JLA střežila „bezpečnostní pásmo“ na jihu Libanonu u izraelských hranic. Později se dostávalo podpory JLA v jejím boji s Hizballahem, a to i po částečném stažení Izraele v roce 1985. Z Izraele do JLA putovaly především zbraně, výstroj a další logistické vybavení.
Během 90. let vzrůstalo množství útoků Hizballahu. Umožňovala mu to především podpora libanonského vojenského zpravodajství a jeho infiltrace do řad JLA. Díky tomu docházelo v JLA k úpadku morálky a poklesu členské základny. Do roku 2000 se počet příslušníků JLA snížil na 1500 (začátkem 80. let to bylo přes 5000 členů).

## Zhroucení JLA
Poté, co Izrael začal stahovat z jihu Libanonu, předával kontrolovaná území Jiholibanonské armádě.Ta však nedokázala svěřená území udržet a zabránit postupu Hizballahu. Během krátké doby došlo k zhroucení správy vykonávané JLA v tzv. „bezpečnostní zóně“. Poté většina příslušníků JLA uprchla i s rodinami do Izraele či některých evropských zemí. Někteří další se vzdali úřadům či byli úřadům předáni příslušníky Hizballahu. Poté byli obvykle postaveni před libanonský vojenský soud.
Do června 2000 se v rukách libanonských úřadů nacházely 3000 bývalých příslušníků JLA; do konce tohoto roku jich 2700 bylo odsouzeno. Většina jich byla odsouzena k trestům od jednoho měsíce do jednoho roku, dva příslušníci JLA byli odsouzeni k doživotí za prokázané mučení zajatců. 21 příslušníků JLA bylo odsouzeno k trestu smrti, ale tento trest byl ve všech případech nakonec změněn.
Část příslušníků JLA, kteří se uchýlili do Izraele, se společně s rodinnými příslušníky později vrátila zpět do Libanonu, když se Hizballah zavázal, že je nebude pronásledovat. Jiní přijali izraelskou nabídku plného izraelského občanství a finančního odškodnění. Například v izraelském městě Safed pobývalo dle informací z roku 2010 cca 120 rodin členů Jiholibanonské armády.